# Ẽfini MS-8
Der Ẽfini MS-8 war ein von 1992 bis 1995 von Mazda gebautes und nur in Japan angebotenes Fahrzeug der oberen Mittelklasse. Er war das einzige Modell der Mazda-Eigenmarke Ẽfini, welches, außerhalb von Japan, nicht auch unter dem Markennamen Mazda verkauft wurde. Einen direkten Nachfolger hat der Ẽfini MS-8 nicht erhalten, da die Mazda-Mehrmarkenstrategie mit den Eigenmarken Ẽfini, Eunos und Autozam aufgegeben wurde.

## Geschichte
Der Ẽfini MS-8 basiert auf dem Mazda 626/Mazda Cronos der GE-Baureihe, besitzt jedoch ein vollkommen eigenständiges Design innen wie außen. Er ist als Hardtop-Limousine mit rahmenlosen Türen konzipiert, eine Fahrzeuggattung für eine eher sportlich orientierte Kundschaft, die in Japan zu jener Zeit z. B. auch von Toyota mit dem Toyota Carina ED oder von Mitsubishi mit dem Mitsubishi Diamante bedient wurde. 
Besondere stilistische Merkmale sind zum einen die oberhalb der Türen sehr schmal gehaltenen, von außen quasi nicht sichtbaren B-Säulen, die eine Befestigung des Aufrollmechanismus der vorderen Sicherheitsgurte in den Fondtüren erforderte. Zum anderen verfügte der Ẽfini MS-8 über einen durchgängigen Wagenboden auch vorne, der u. a. durch eine Verlagerung des Automatik-Wählhebels an die Lenksäule erreicht wurde. Die gepolsterte Mittelarmlehne besaß ein großes Staufach, das die Staufächer der fehlenden Mittelkonsole ersetzte; hochgeklappt gab sie den Weg zum Beifahrersitz frei.
Bedienungsseitig ist die serienmäßige Klimaautomatik zu nennen, die als Besonderheit über elektrisch schwenkende Mitteldüsen verfügte. 
Als Sonderausstattungen standen unter anderem ein Fahrerairbag, ein Panorama-Glas-Hebe-Schiebedach, eine Bose-Soundanlage sowie eine elektronisch gesteuerte Allradlenkung zur Wahl.

## Motoren
Der Ẽfini MS-8 verfügte über Frontantrieb und ein elektronisch gesteuertes Automatikgetriebe mit vier Fahrstufen. Motorenseitig standen zwei kurzhubige V6-Aggregate zur Wahl, ein 2.0-Liter-Triebwerk (Mazda interne Bezeichnung KF-ZE) mit etwa 120 kW sowie ein 2.5-Liter-Triebwerk mit 149 kW (KL-ZE).

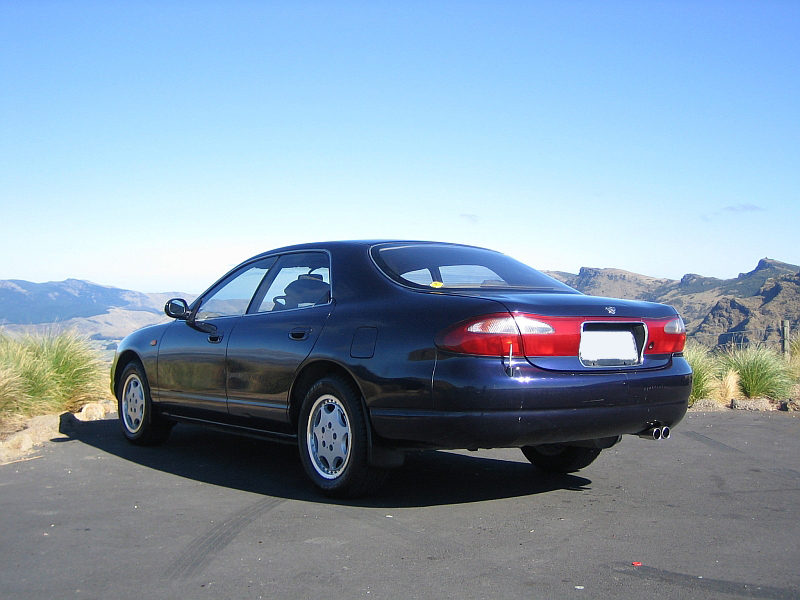
Heckansicht Efini MS-8
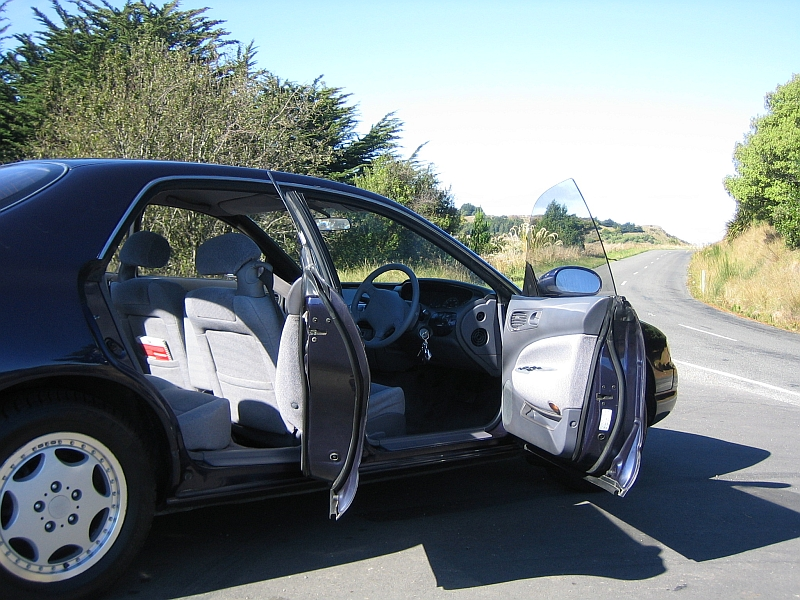
Seitenansicht Efini MS-8
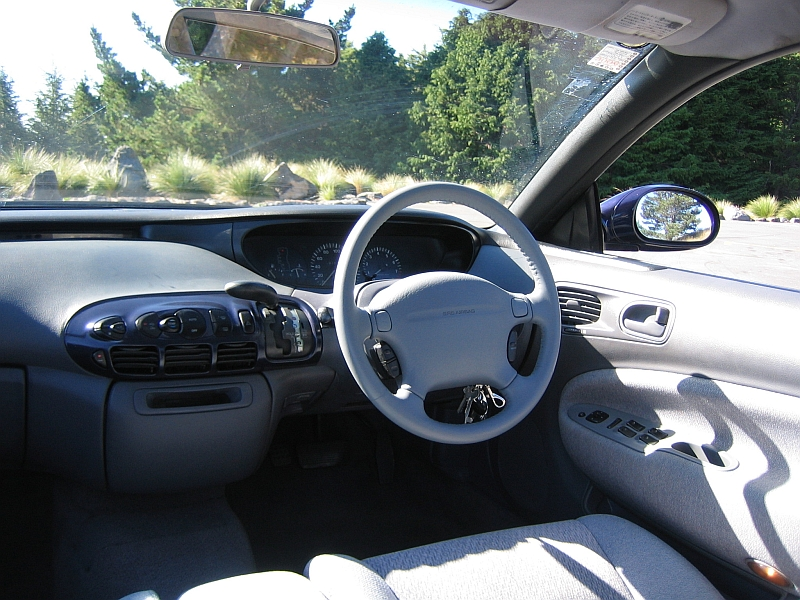
Innenansicht Efini MS-8